# Robert Wrenn

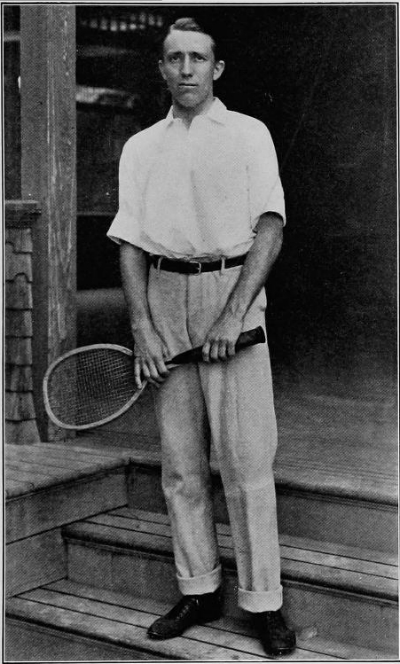
Robert Wrenn

Robert "Bob" Duffield Wrenn, född 20 september 1873 i Highland Park i Illinois, död 12 november 1925, var en amerikansk vänsterhänt tennisspelare. Wrenn rankades som USA:s bäste tennisspelare 1893, 1894, 1896 och 1897. Han var dessutom nummer 8 1892 och 1900.
Wrenn upptogs 1955 i International Tennis Hall of Fame.

## Tenniskarriären
Robert Wrenn vann the Intercollegiate Doubles 1891 och 1892. Säsongen 1893 nådde Wrenn singelfinalen, Challenge Round (slutfinalen),  i Amerikanska mästerskapen där han besegrade Fred Hovey (7-5, 3-6, 6-3, 7-5). Han behöll titeln i nästa års slutfinal, då besegrade han Manliffe Goodbody.  
Säsongen 1895 mötte Wrenn åter Hovey i finalen. Denna gång vann Hovey titeln genom seger med 6-3 6-2 6-4 över Wrenn. De båda möttes även i slutfinalen 1896. Wrenn lyckades då ta tillbaka titeln (7-5, 3-6, 6-0, 1-6, 6-1). Han vann också slutfinalen 1897, då besegrade han australiern Wilberforce Eaves (4-6, 8-6, 6-3, 2-6, 6-2).  
I en unik kvartsfinal 1900 möttes bröderna Robert och George Wrenn, ett möte som George vann (6-4, 6-1, 6-4). 
Wrenn deltog 1903 i det amerikanska Davis Cup-laget som spelade i Challenge Round mot ett brittiskt lag. Han förlorade sina tre matcher, varav två singlar mot Laurence Doherty och Reginald Doherty. Dubbelmatchen spelade han tillsammans med sin bror George. Bröderna förlorade mot Bröderna Doherty ( 7-5, 9-7, 2-6, 6-3). Mötet mellan två brödrapar är unikt i DC-historien.

## Spelaren och personen
Robert Wrenn växte upp i en Chicagofamilj där flera av familjemedlemmarna var framstående idrottsmän inom olika discipliner. Själv var Robert Wrenn i början av 1890-talet Harvardstudent och vann under den perioden flera intercollegiala tävlingar. Som tennisspelare var han bekant för sin snabbhet och goda förmåga att täcka banan. Han var framförallt en defensiv baslinjespelare som ofta spelade svårreturnerade lobbar över sina motståndare. Han var den förste vänsterhänte spelaren som vann Amerikanska mästerskapen. Även hans två bröder, George och Everts var under samma tid rankade bland de 20 bästa spelarna i USA.
Efter 1897 års turnering blev Wrenn inkallad till det Spansk-amerikanska kriget på Kuba. Sin kavalleritjänstgöring i kriget fullgjorde han med Rough Riders, bland andra tillsammans med tenniskollegan William Larned. Wrenn drabbades under den perioden av gula febern och han återvann sedan aldrig full hälsa men fortsatte ändå att spela tennis på hög nivå.  
Wrenn var president i det Amerikanska tennisförbundet 1912–1915.

## Grand Slam-titlar
- Amerikanska mästerskapen
  - Singel - 1893, 1894, 1896, 1897
  - Dubbel - 1895